# Sumo Fighter: Tōkaidō Basho
Sumo Fighter: Tōkaidō Basho (相撲ファイター 東海道場所, "Sumobrottare: plats Östra kustvägen") är ett spel till Gameboy utvecklat av KID som först släpptes i Japan av I'Max den 26 april 1991. Spelet släpptes senare även i USA i mars 1993 av DTMC som Sumo Fighter.

## Koncept
Sumo Fighter: Tōkaidō Basho är ett plattformsspel som går ut på att spelaren, i form av en sumobrottare, ska ta sig igenom fem olika nivåer med varsina tre underbanor samt tillhörande boss för att i slutet rädda sin kidnappade flickvän.
Spelets protagonist kan för att oskadliggöra sina angripare antingen slå dem direkt med sina nävar eller "frysa" dem genom att stampa i marken, för att sedan kunna slå eller kasta dem. Man kan genom spelets gång samla på sig styrka i händer, fötter och hjärta genom att samla på sig energihöjande föremål, antingen genom att hitta dem på plattformar eller genom att oskadliggöra sina angripare. Man kan även samla stryka genom att spela bonusspel.
Musiken till spelet komponerades av Nobuyuki Shioda.